# Copa das Nações Europeias de 1960
A Copa das Nações Europeias de 1960 foi o 1.º campeonato europeu de futebol, realizado de quatro em quatro anos e apoiado pela UEFA. O torneio teve lugar na França. Foi ganho pela União Soviética, que bateu a Iugoslávia por 2–1 em Paris no tempo extra.

## Locais
| \| Paris Marselha \| |
| Paris                |
| Parc des Princes     |
| Capacidade: 40 000   |
|                      |
| Marselha             |
| Stade Vélodrome      |
| Capacidade: 40 000   |
|                      |
| Paris Marselha       |

## Fase de qualificação
O torneio foi uma competição por eliminação a duas mãos; apenas 17 equipes inscritas com algumas ausências notáveis, Alemanha Ocidental, Itália e Inglaterra, entre outras. As equipas jogaram fora e em "casa" até às semi-finais; no final quatro equipes passaram à fase final do torneio, cujo anfitrião foi selecionado após se conhecerem as 4 equipas.
Espanha, ainda sob a ditadura de Francisco Franco, recusou-se a viajar para a União Soviética e retirou-se do torneio, por isso na fase final das quatro seleções, três eram países de Leste: URSS, Tchecoslováquia e Iugoslávia.

### Equipes qualificadas
| País            | Método de qualificação        | Data de qualificação |
| --------------- | ----------------------------- | -------------------- |
| França          | Vencedor das Quartas de final | 27 de março de 1960  |
| Iugoslávia      | Vencedor das Quartas de final | 22 de maio de 1960   |
| União Soviética | Vencedor das Quartas de final | 28 de maio de 1960   |
| Tchecoslováquia | Vencedor das Quartas de final | 29 de maio de 1960   |

## Fases finais

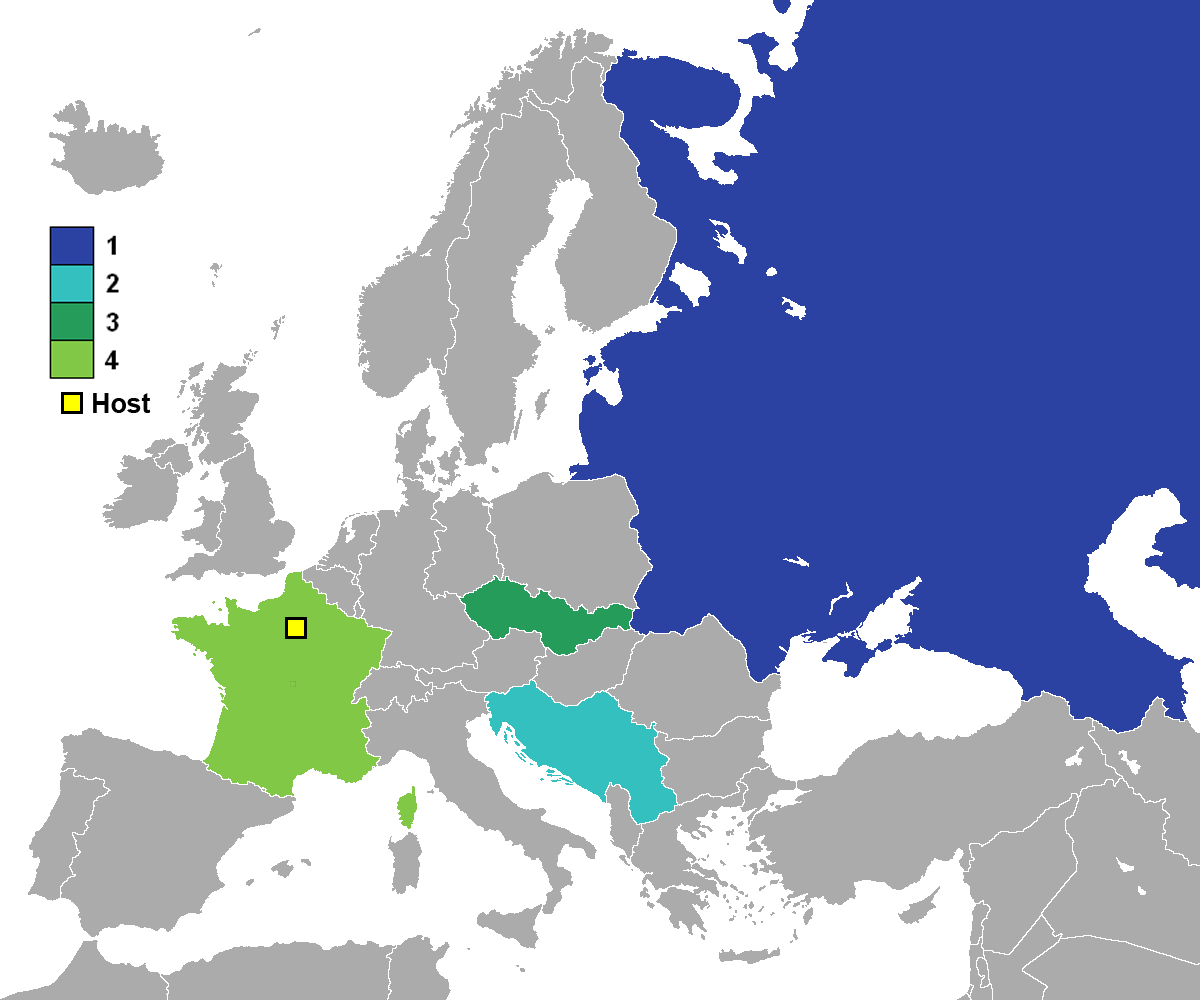
Os finalistas do Campeonato Europeu de Futebol de 1960.

|  | Semifinais            | Semifinais         |   |                       | Final                 | Final |  |
|  |                       |                    |   |                       |                       |       |  |
|  | 6 de julho – Marselha |                    |   |                       |                       |       |  |
|  | Tchecoslováquia       | 0                  |   |                       |                       |       |  |
|  | União Soviética       | 3                  |   |                       |                       |       |  |
|  |                       |                    |   |                       |                       |       |  |
|  |                       |                    |   |                       | 10 de julho – Paris   |       |  |
|  |                       |                    |   |                       | União Soviética (pro) | 2     |  |
|  |                       | Iugoslávia         | 1 |                       |                       |       |  |
|  |                       |                    |   |                       |                       |       |  |
|  |                       |                    |   |                       |                       |       |  |
|  |                       |                    |   |                       | Terceiro lugar        |       |  |
|  | 6 de julho – Paris    | 6 de julho – Paris |   | 9 de julho – Marselha | 9 de julho – Marselha |       |  |
|  | França                | 4                  |   | Tchecoslováquia       | 2                     |       |  |
|  | Iugoslávia            | 5                  |   |                       | França                | 0     |  |

### Semifinais
| 6 de julho | França                                        | 4 – 5     | Iugoslávia                                             | Parc des Princes, Paris                      |
| 20:00      | Vincent 12' · Heutte 43', 62' · Wisnieski 53' | Relatório | Galić 11' · Žanetić 55' · Knez 75' · Jerković 78', 79' | Público: 26 370 Árbitro: BEL Gaston Grandain |

| 6 de julho | Tchecoslováquia | 0 – 3     | União Soviética                  | Vélodrome, Marselha                       |
| 20:30      |                 | Relatório | Ivanov 34', 56' · Ponedelnik 66' | Público: 25 184 Árbitro: ITA Cesare Jonni |

### Disputa pelo terceiro lugar
| 9 de julho | Tchecoslováquia           | 2 – 0     | França | Vélodrome, Marselha                      |
| 18:00      | Bubník 58' · Pavlovič 88' | Relatório |        | Público: 9 438 Árbitro: ITA Cesare Jonni |

### Final
| 10 de julho | União Soviética                 | 2 – 1 (pro.) | Iugoslávia | Parc des Princes, Paris                          |
| 21:30       | Metreveli 49' · Ponedelnik 113' | Relatório    | Galić 43'  | Público: 17 966 Árbitro: ENG Arthur Edward Ellis |

## Premiações

### Campeão
| Campeonato Europeu de Futebol de 1960 |
| ------------------------------------- |
| UNIÃO SOVIÉTICA Campeão (1º título)   |

### Melhores do torneio
De acordo com a UEFA, os melhores jogadores do Euro 1960 foram:
| Goleiro    | Defensores                       | Meias                                     | Atacantes                                                                          |
| ---------- | -------------------------------- | ----------------------------------------- | ---------------------------------------------------------------------------------- |
| Lev Yashin | Vladimir Durković Ladislav Novák | Igor Netto Josef Masopust Valentin Ivanov | Slava Met'reveli Milan Galić Viktor Ponedelnik Dragoslav Šekularac Borivoje Kostić |